# Cimitirul Pacea din Suceava

Troița în memoria eroilor din 1917, amplasată în anul 1924 în centrul Cimitirului Pacea

Cimitirul Pacea este cel mai mare cimitir din municipiul Suceava. A fost deschis în anul 1887 și este situat pe strada Parcului, în partea de sud-est a orașului, în apropiere de Parcul Șipote-Cetate, Muzeul Satului Bucovinean și Cetatea de Scaun a Sucevei.

## Istoric
Până la construirea acestui cimitir, locuitorii din orașul Suceava erau înmormântați în cimitirele din jurul bisericilor. În oraș mai existau un cimitir armenesc (la Biserica Sfântul Simion) și unul evreiesc.
La sfârșitul secolului al XIX-lea, cimitirele din jurul bisericilor deveniseră neîncăpătoare. În cimitirul vechi al Bisericii Mirăuți nu se mai făceau înmormântări, acesta zăcând în părăsire, iar cimitirul Mănăstirii Sfântul Ioan cel Nou devenise neîncăpător. 
Ca urmare a numeroaselor intervenții ale comunității germane, în primăvara anului 1887 s-a amenajat „Cimitirul Central”, cum a fost numit el inițial. El a fost împărțit în două părți, una pentru ortodocși și alta pentru catolici. La acea vreme, primar al orașului era inginerul Albert Fuchs von Braunthal.
La sfârșitul lui aprilie 1887, din ordinul Căpităniei districtului Suceava, s-a închis „țintirimul vechiu de lângă Mitropolia veche a Sucevei”. Începând de la 1 mai 1887, înmormântările s-au săvârșit în Cimitirul Central nou-amenajat. Cu acest prilej, preotul N. Gallin, parohul Bisericii Sfântul Dumitru din Suceava, îl invita la sfințire pe mitropolitul Silvestru Morariu-Andrievici. 
A doua zi după sfințire s-a săvârșit aici prima înhumare (un copil de 5 ani, Ionuț) și tot atunci a fost reînhumat și marele logofăt al Moldovei, prințul George Cantacuzino (adus probabil din cimitirul de la Solca sau din cel al Mănăstirii Sfântul Ioan cel Nou). Pe piatra sa de mormânt se află următoarea inscripție: „Aici zace robul lui Dumnezeu, marele logofătu alu Moldovei, prințului GEORGIE CANTACUZINO, care la anulu 1825 venindu în Suceava s-au săvârșitu din vieația la anului 1826, luna mai 17. Pusu de fiica sa ELENA la 1862”.
În 1957, aici este dezvelit Monumentul eroilor căzuți în anii 1916–1918 și 1941–1945, statuie realizată de Vladimir Florea, ce simbolizează un ostaș în marș, cu un pistol-mitralieră la piept și echipat de război. Statuia este amplasată pe un soclu de formă paralelipipedică, decorat cu un altorelief din bronz ce înfățișează o scenă de război, cu ostași ce pornesc la atac cu tricolorul în frunte.

## Cimitir militar
În cimitir au fost înmormântați 95 de ostași ruși care au căzut în aceste locuri în luptele din anul 1944. În memoria lor, a fost ridicat în anul 1950 un monument sub forma unui obelisc piramidal, rotunjit la partea superioară și având gravat pe una din fețe o stea de culoare roșie, pentru a le evoca eroismul. 

## Personalități înmormântate
Aici sunt înmormântate numeroase personalități cum ar fi:
- oameni politici: marele logofăt George Cantacuzino
- scriitori: Vasile Bumbac, Ion Grămadă, Onu Cazan
- artiști: Alexandru Bidirel, Vladimir Florea, Grigore Vindereu
- oameni de știință: Simion Florea Marian, Alexandru Leca Morariu
- istorici: Simeon Reli
- personalități locale: Albert Fuchs von Braunthal, Animpodist Dașchevici, Franz Des Loges, Ștefan Dracinski, Dimitrie Isopescu, Samuil Isopescu, Ștefan Ștefureac

## Morminte monumente istorice
Pe Lista monumentelor istorice din județul Suceava din anul 2004 sunt incluse cinci morminte aflate Cimitirul Pacea din Suceava:
- Cripta-cavou a familiei dr. Otto Binder (1914) – SV-IV-m-B-05688
- Mormântul logofătului George Cantacuzino (1812) – SV-IV-m-B-05690
- Mormântul lui Simion Florea Marian (1907) – SV-IV-m-B-05691
- Cripta-cavou a familiei Rodzina Sessuski Hasenorzow (1834) – SV-IV-m-B-05692 [4]
- Mormântul lui Grigore Vindereu (1826) – SV-IV-m-B-05693

## Biserici
La intrarea în cimitir a fost ridicată Biserica Sfântul Gheorghe–Pacea, edificiu impunător, sfințit la 13 mai 2012. În partea nouă a cimitirului, între 2009 și 2013 a fost construit încă un lăcaș de cult ortodox – Biserica Înălțarea Domnului–Pacea Nou. De asemenea, există Capela romano-catolică Divina Îndurare, ridicată în perioada 2013–2014 și sfințită la 12 aprilie 2015.

## Imagini

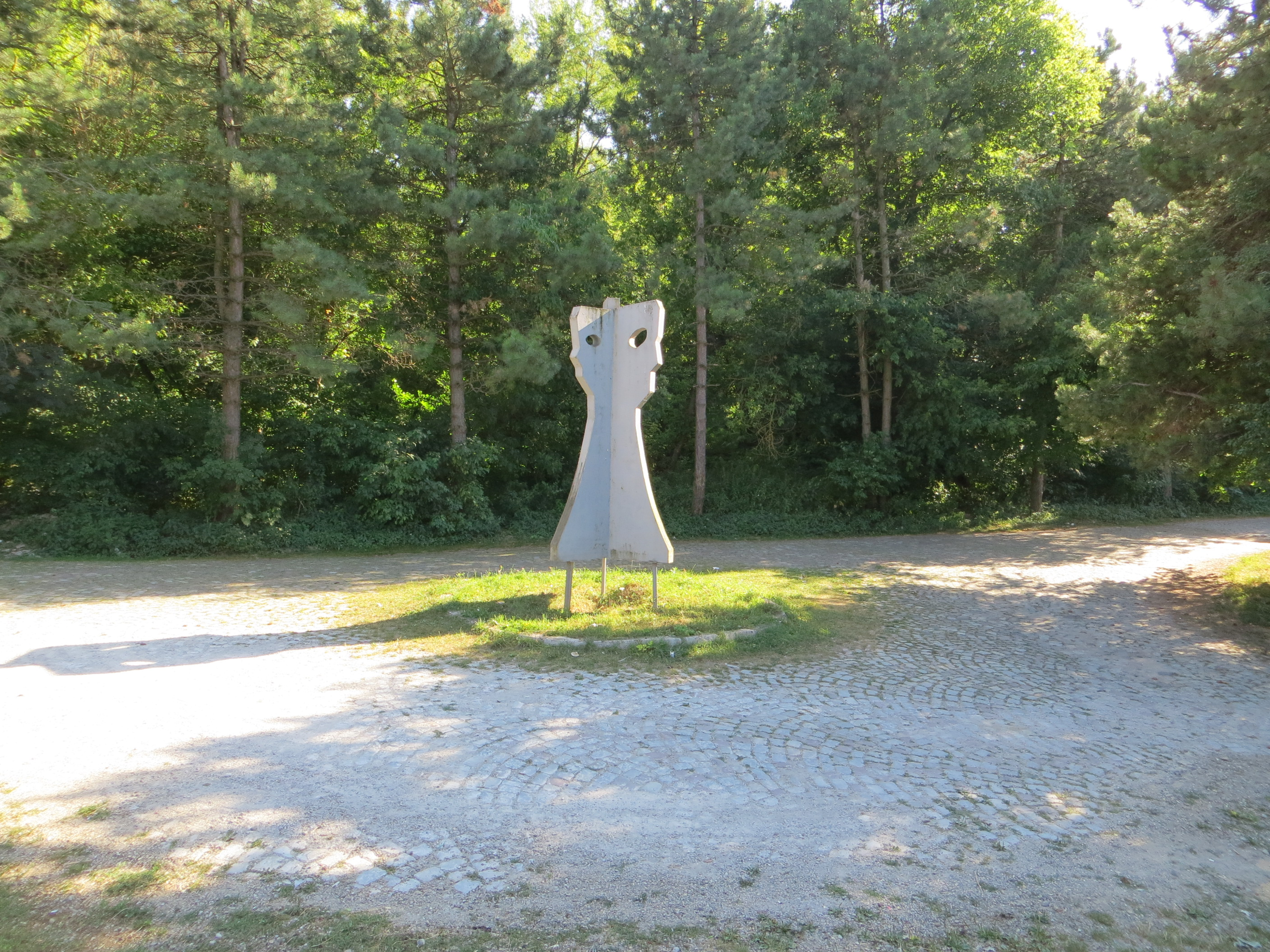
Monumentul Păcii, amplasat la intrarea în cimitir din partea sud-vestică
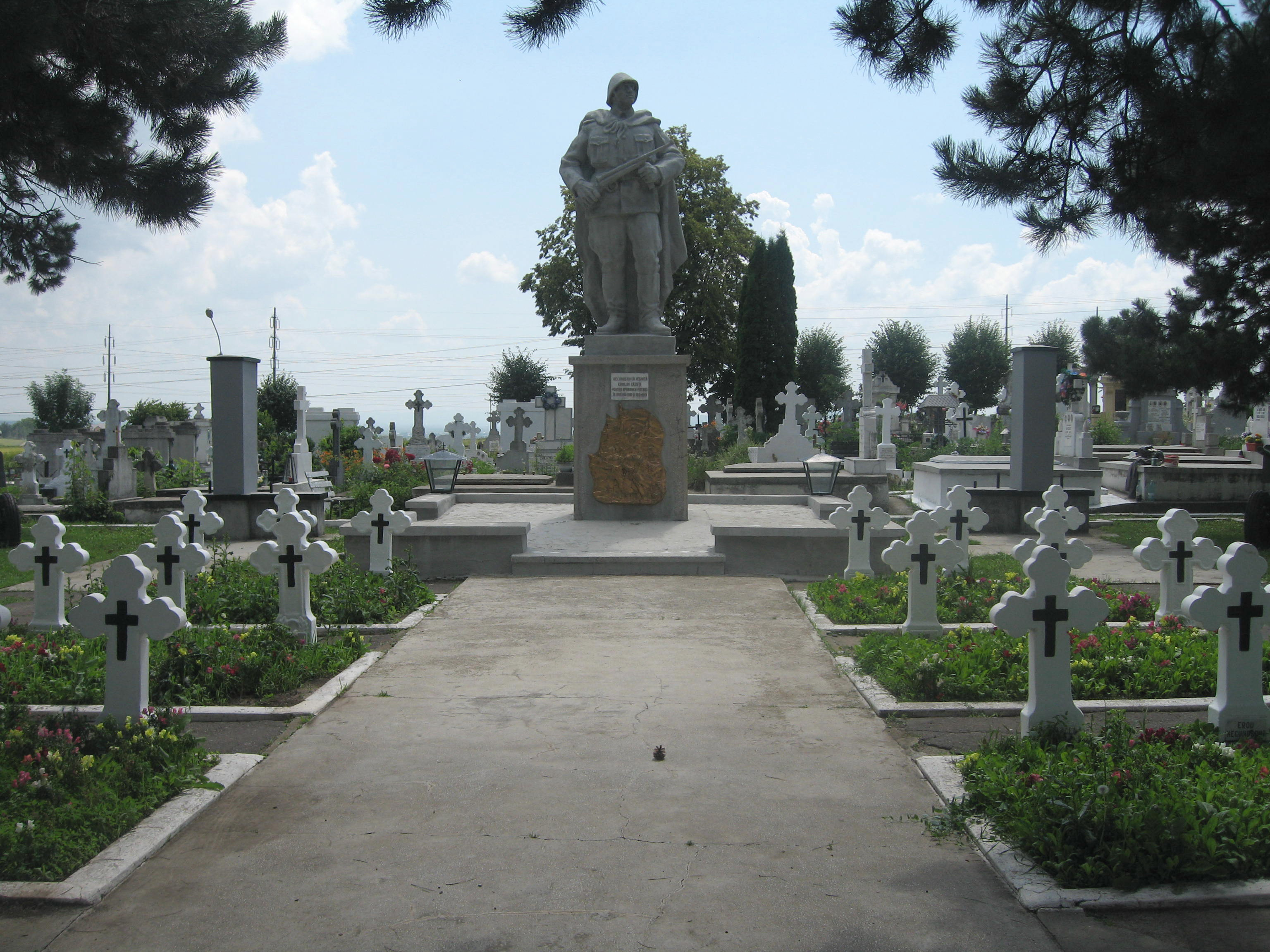
Monumentul eroilor căzuți pentru apărarea patriei în 1916–1918 și 1941–1945 (1957)
Monumentul eroilor căzuți pentru apărarea patriei în 1916–1918 și 1941–1945
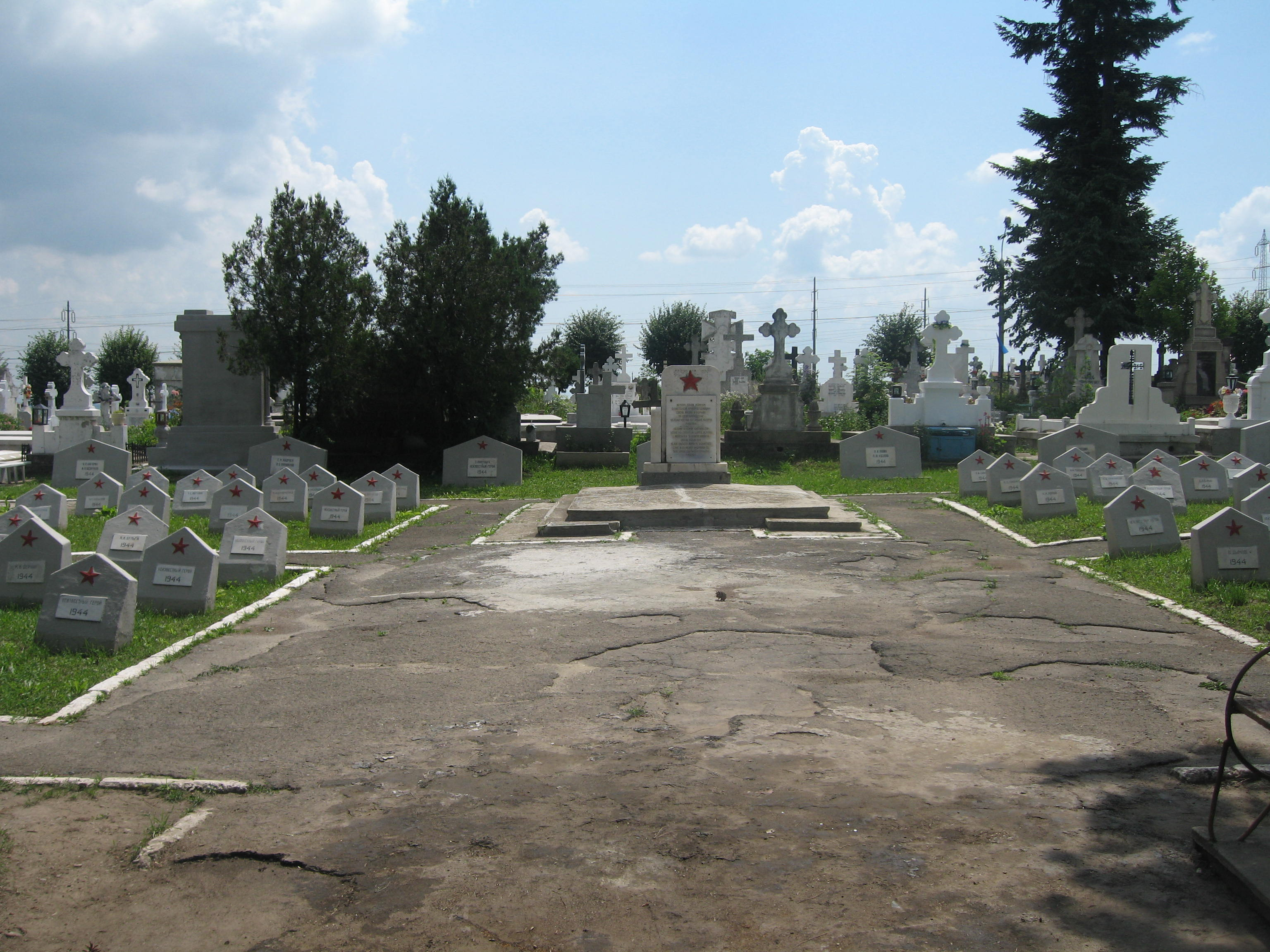
Parcela unde au fost înmormântați ostașii sovietici morți în al Doilea Război Mondial
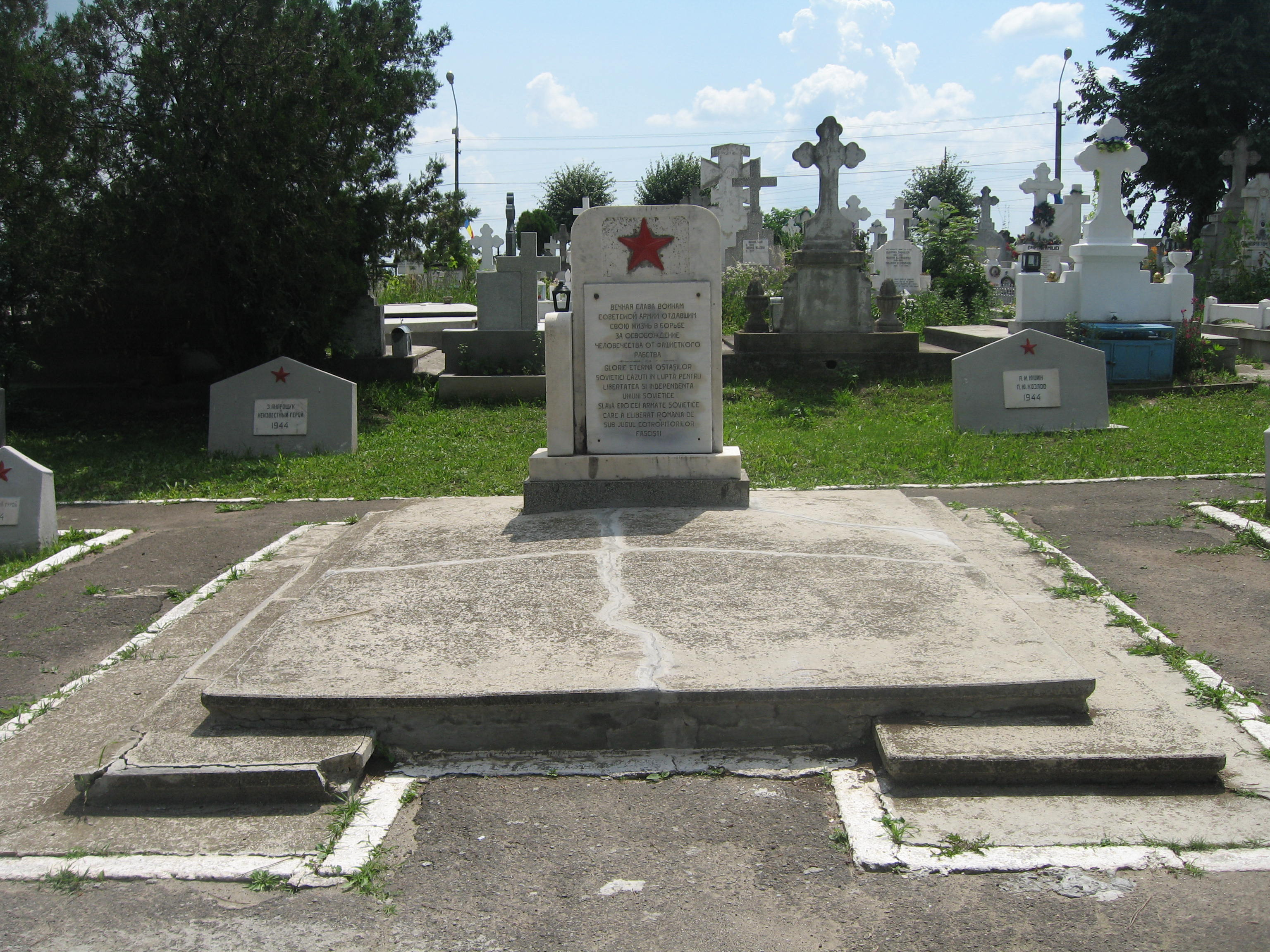
Monumentul eroilor sovietici (1950)
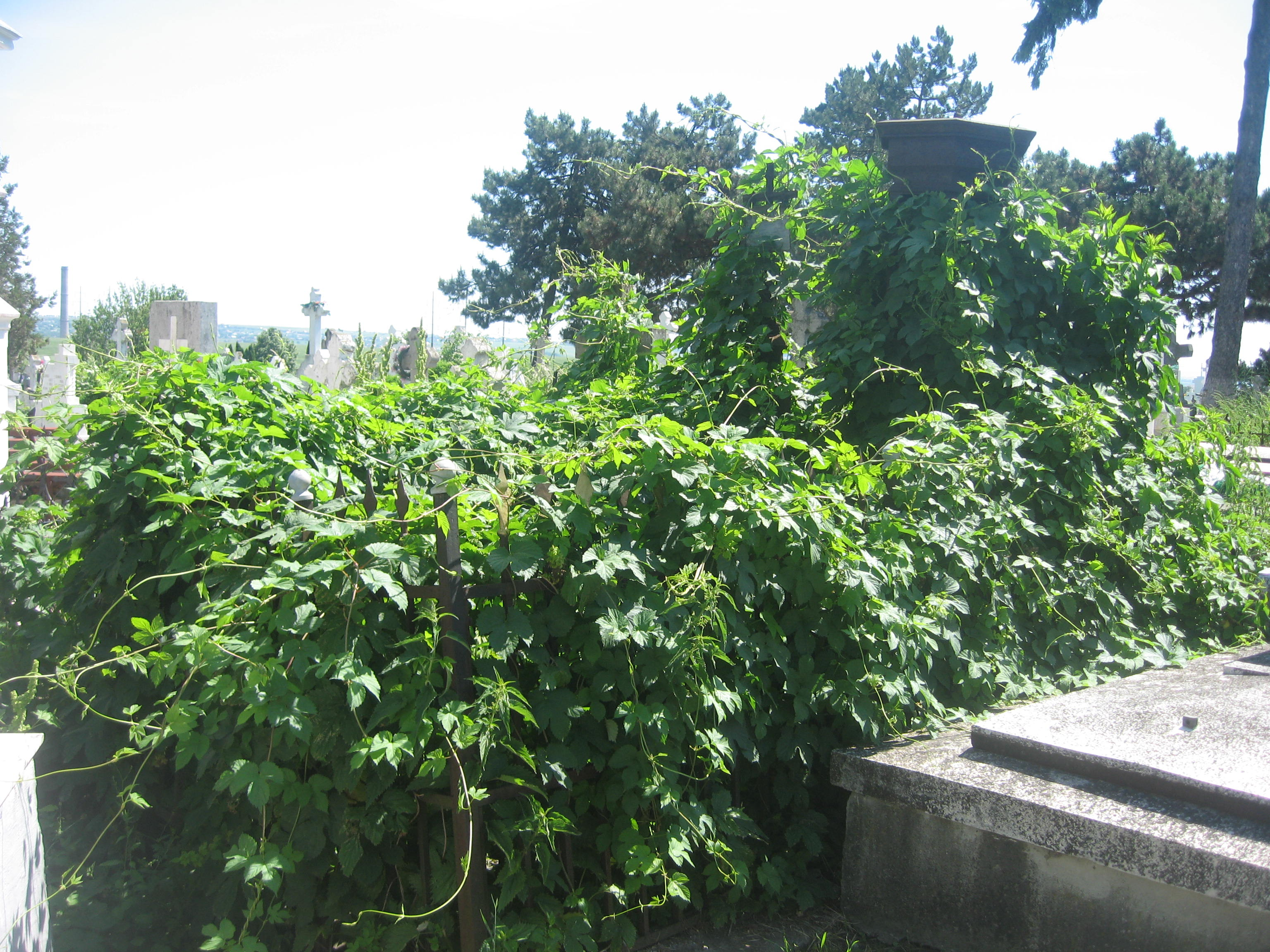
Mormântul logofătului George Cantacuzino (monument istoric)
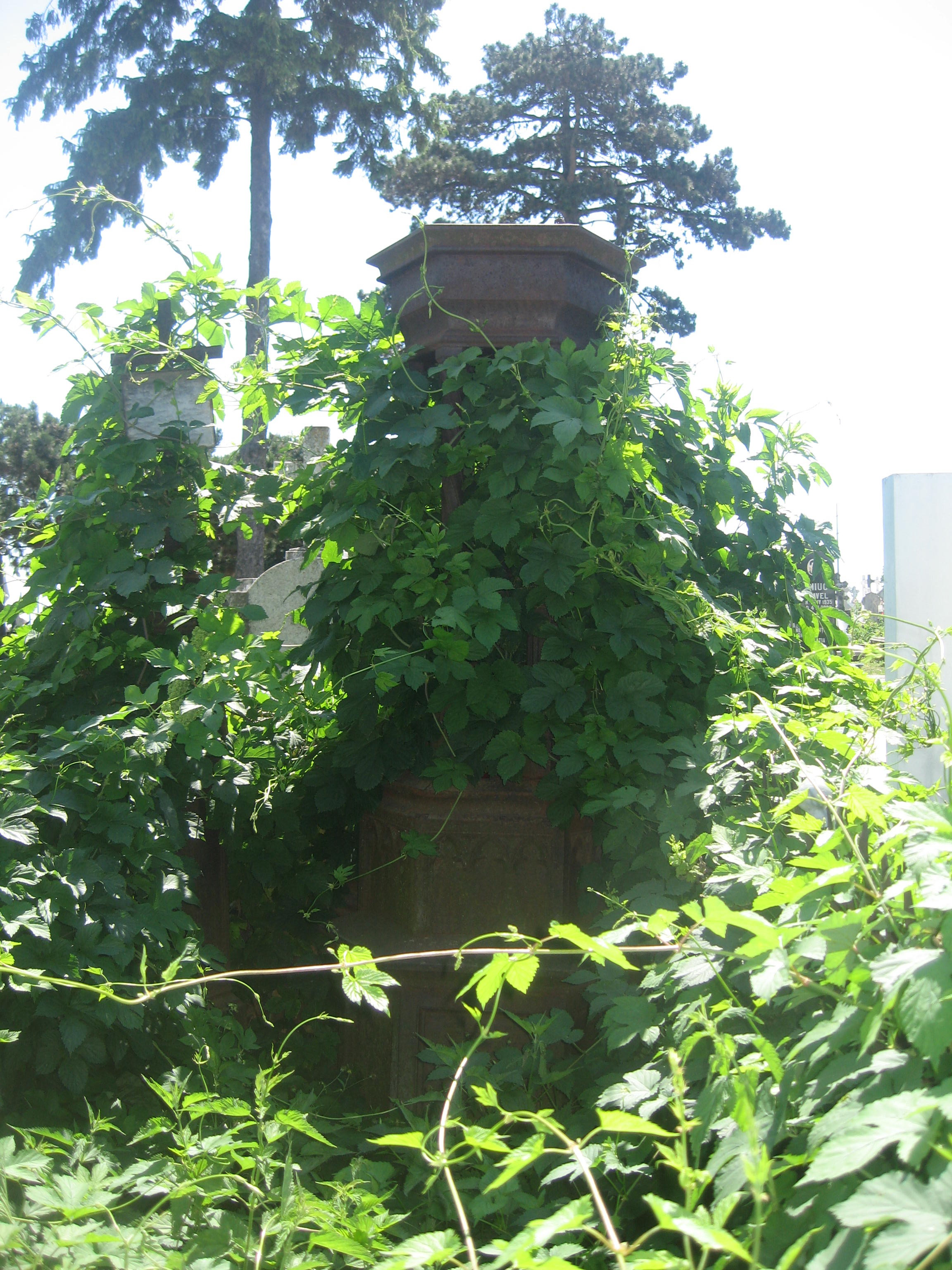
Mormântul logofătului George Cantacuzino (monument istoric)
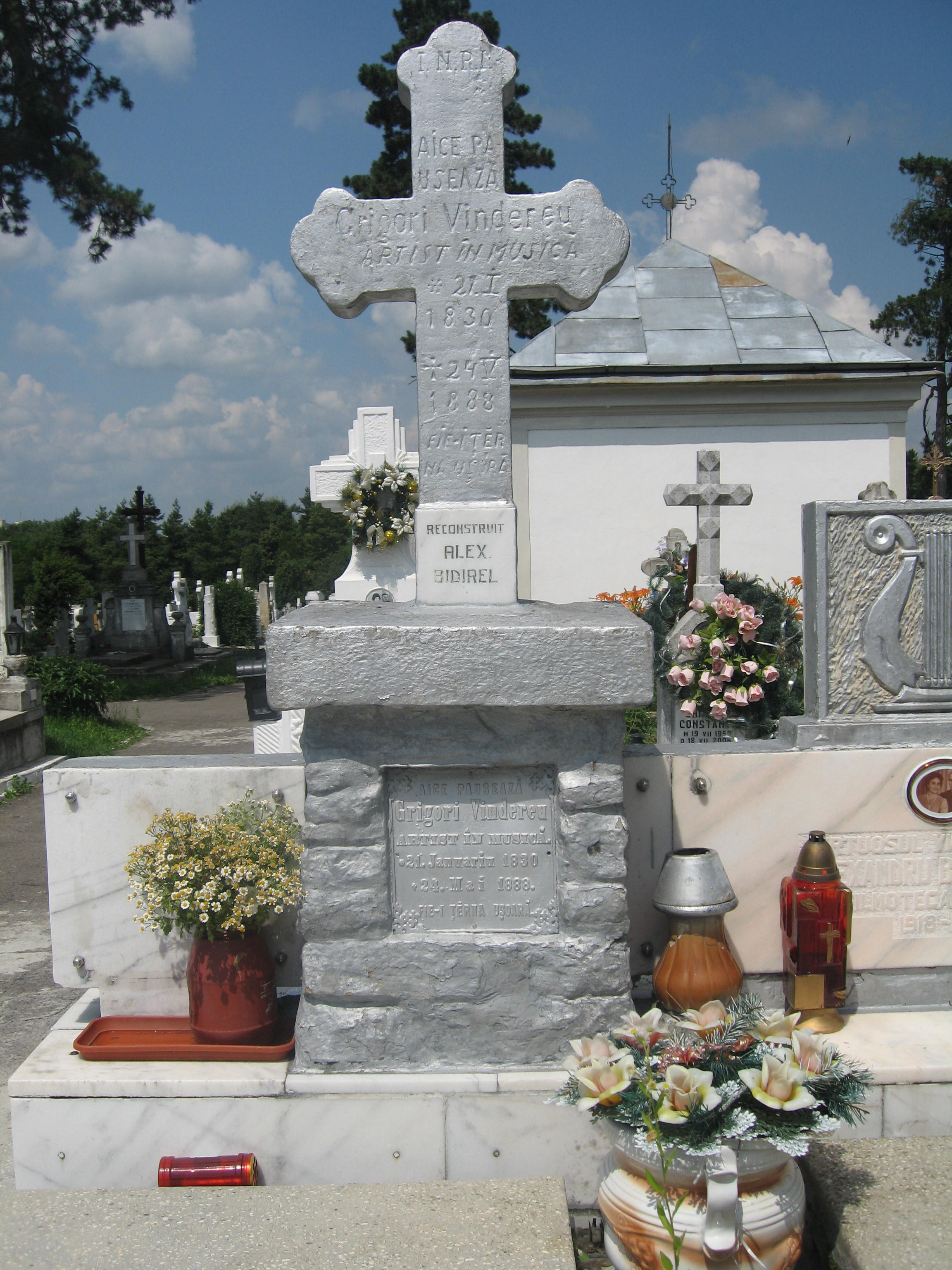
Mormântul artistului Grigore Vindereu (monument istoric)
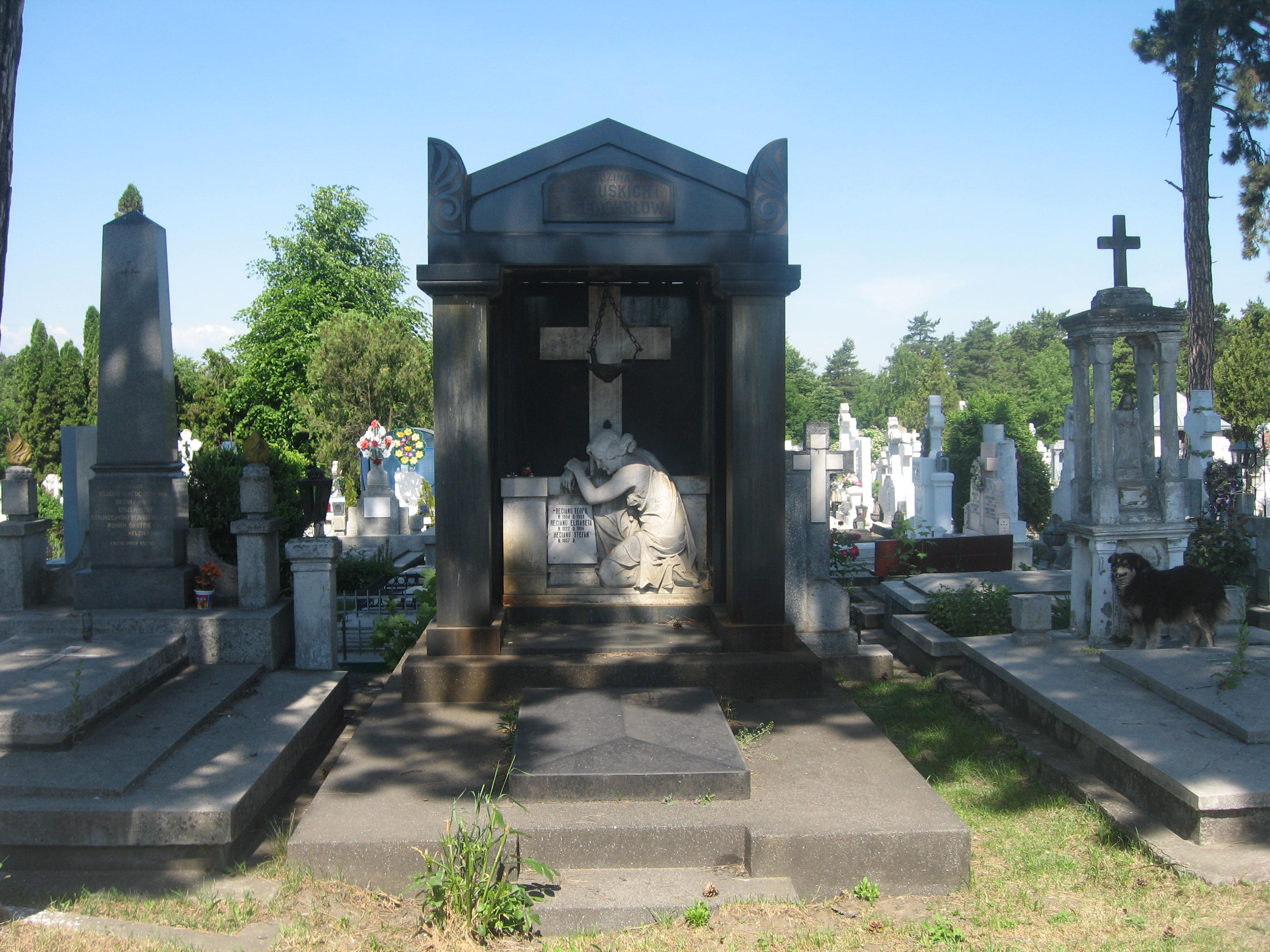
Cripta-cavou a familiei Rodzina Sessuski Hasenorzow (monument istoric)
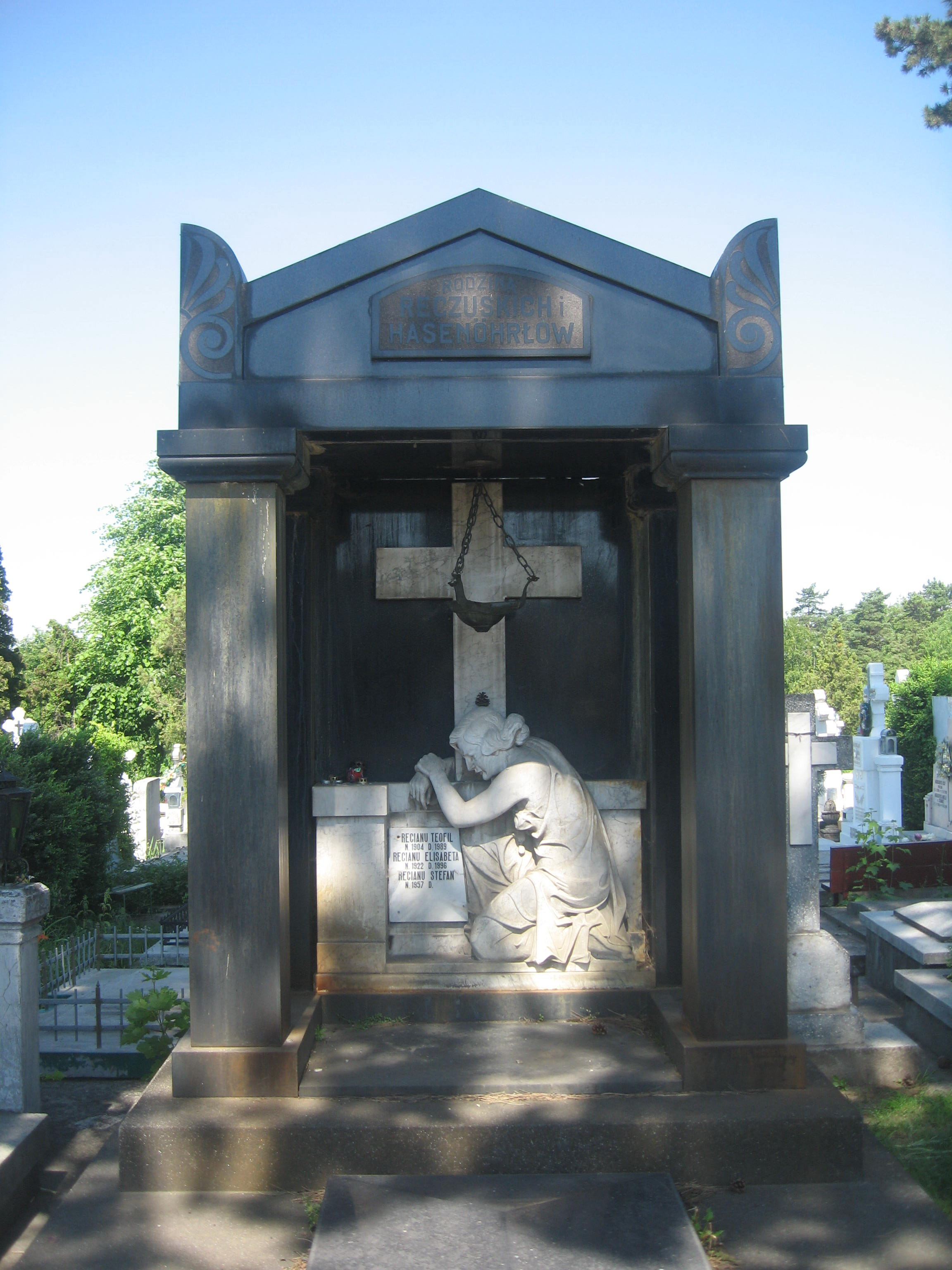
Cripta-cavou a familiei Rodzina Sessuski Hasenorzow (monument istoric)
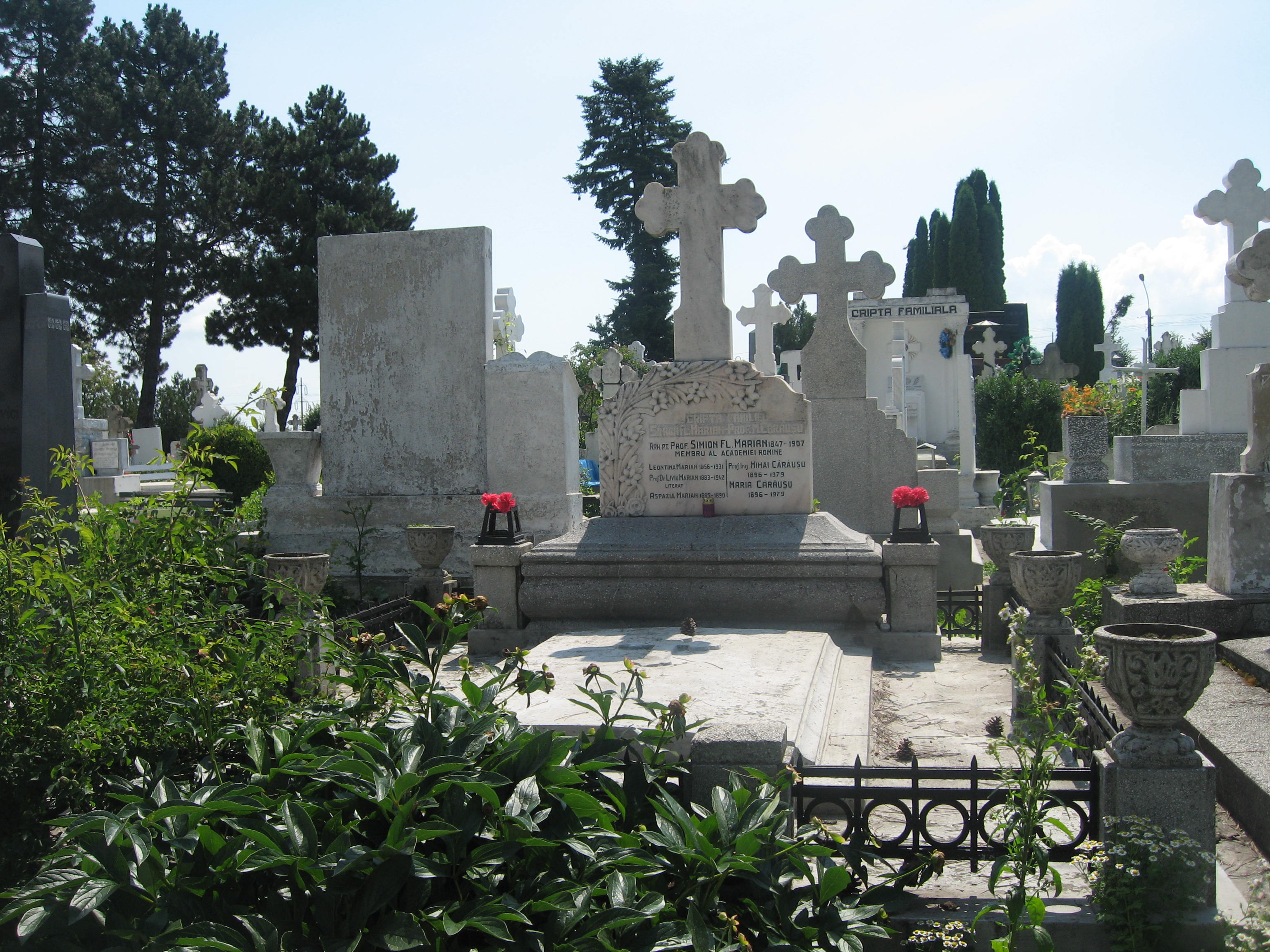
Mormântul academicianului Simion Florea Marian (monument istoric)
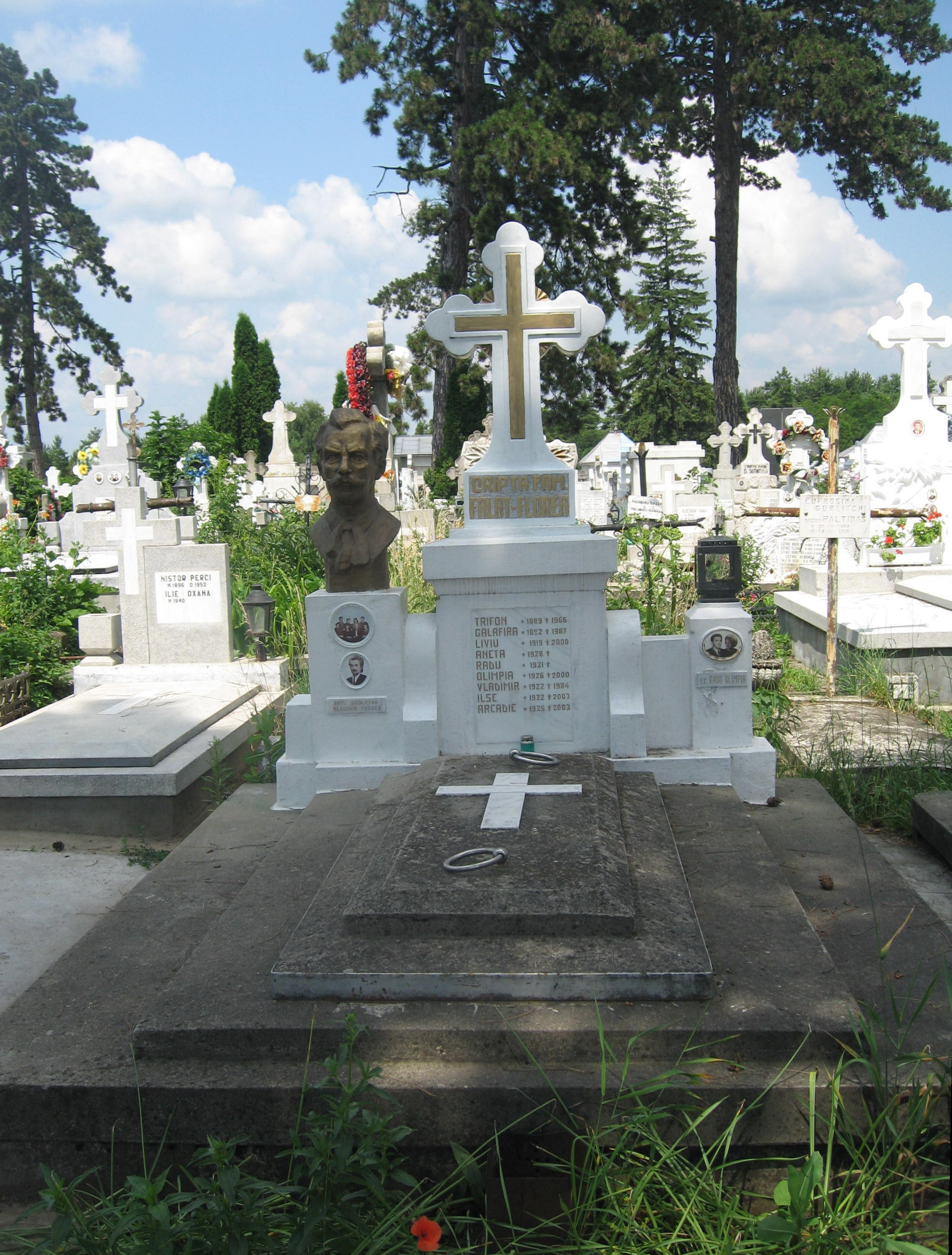
Mormântul artistului-sculptor Vladimir Florea
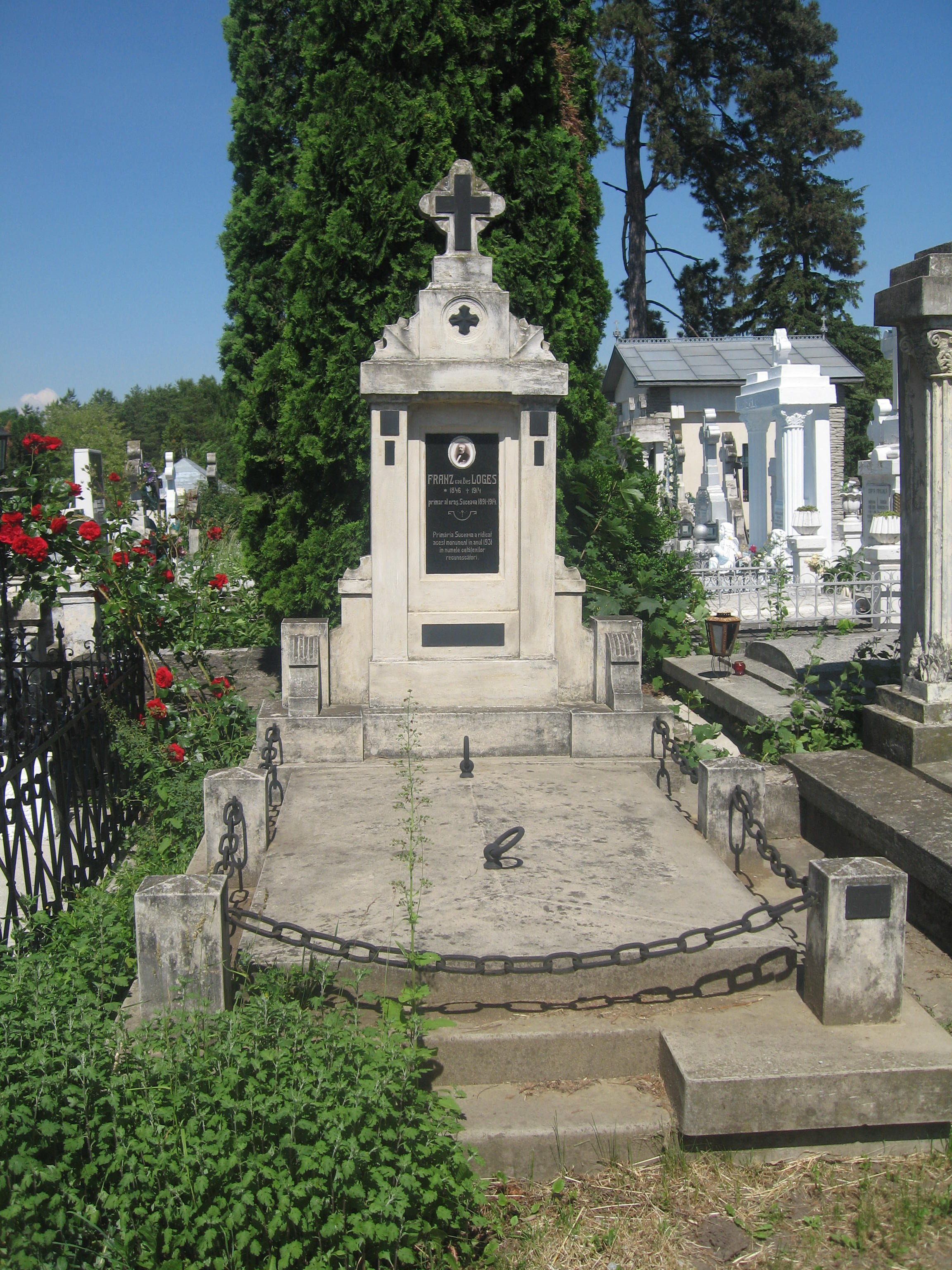
Mormântul fostului primar Franz Des Loges
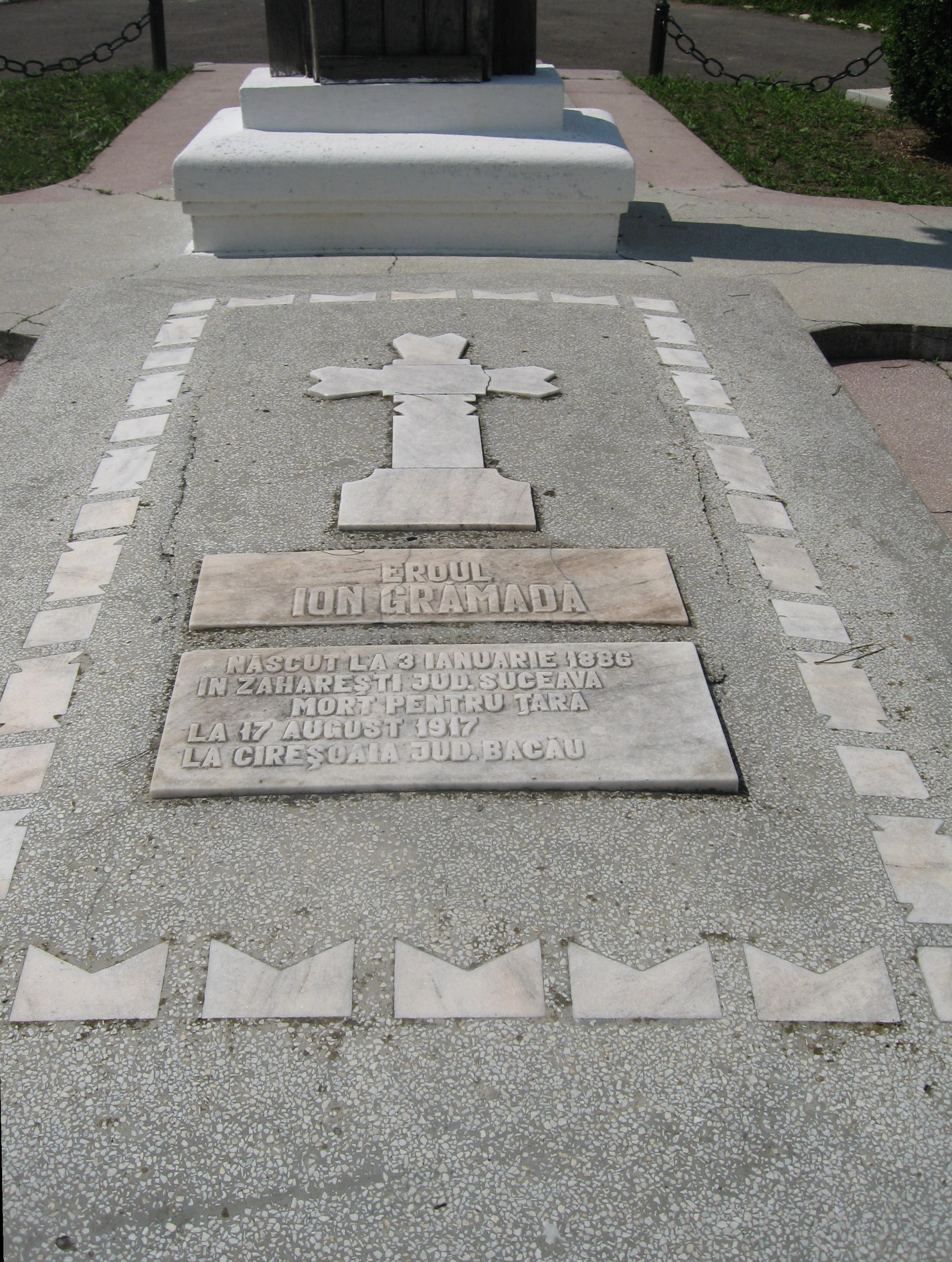
Mormântul eroului Ion Grămadă
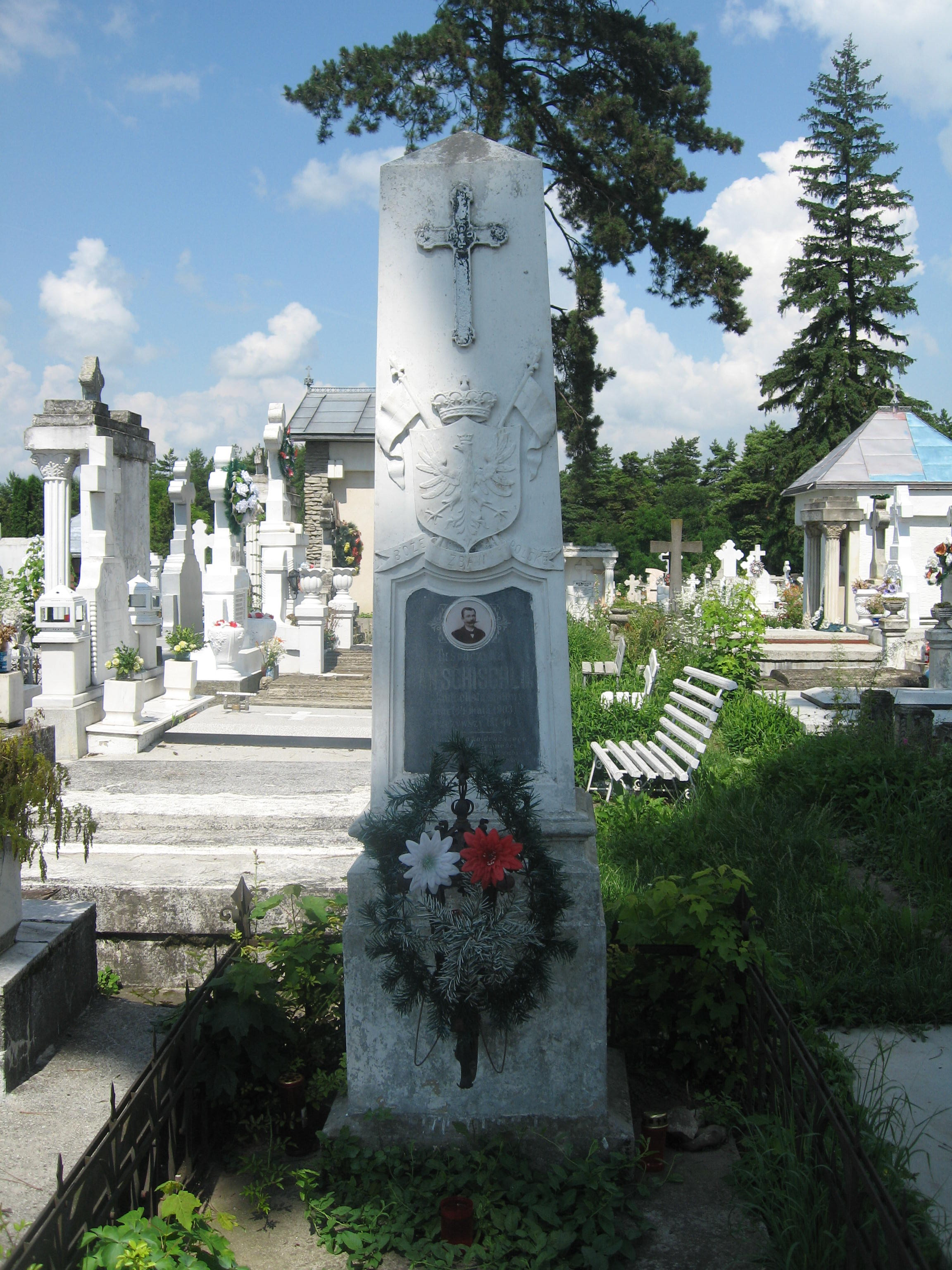
Mormântul unui etnic polonez
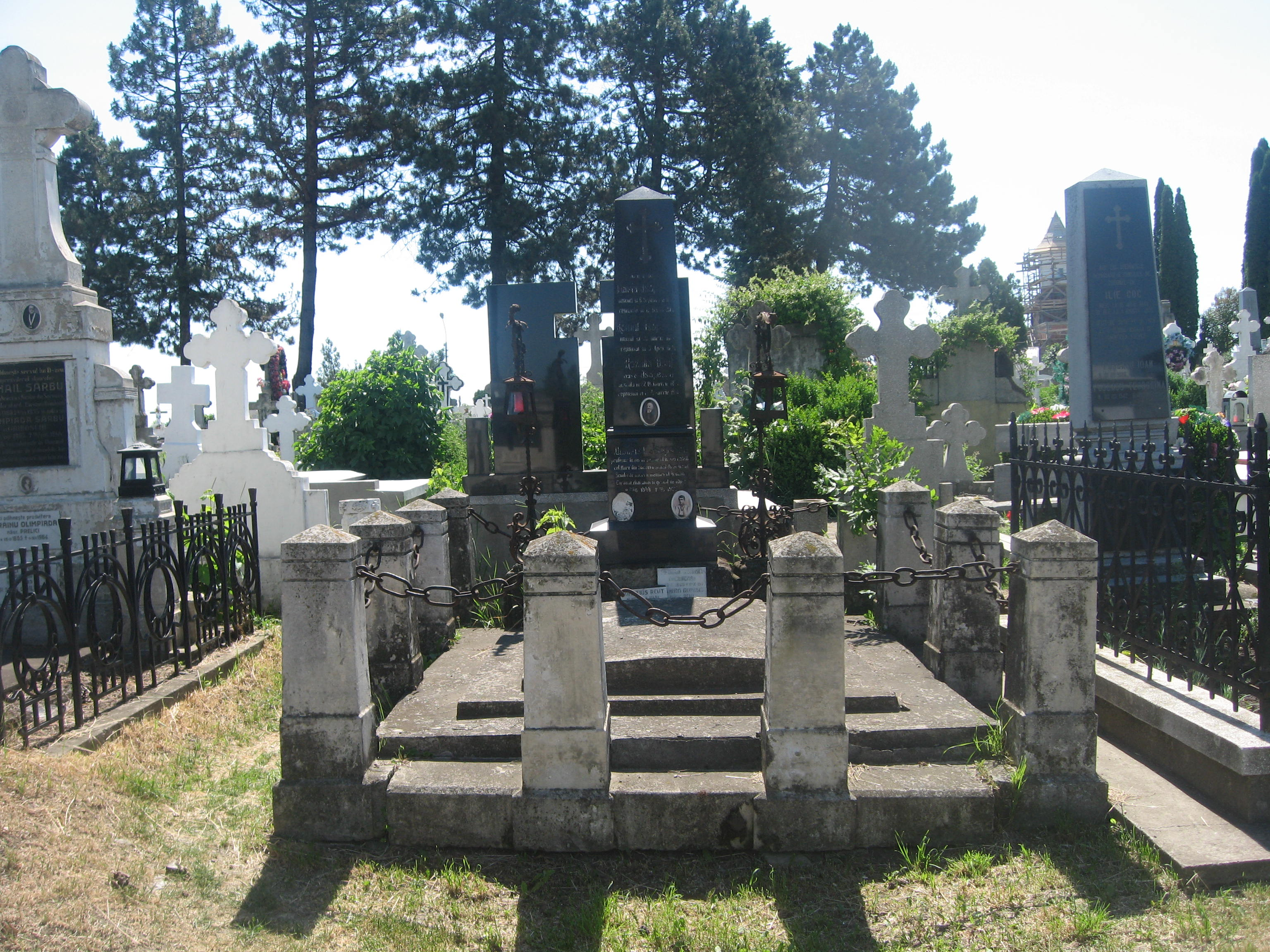
Mormântul profesorului Dimitrie Isopescu
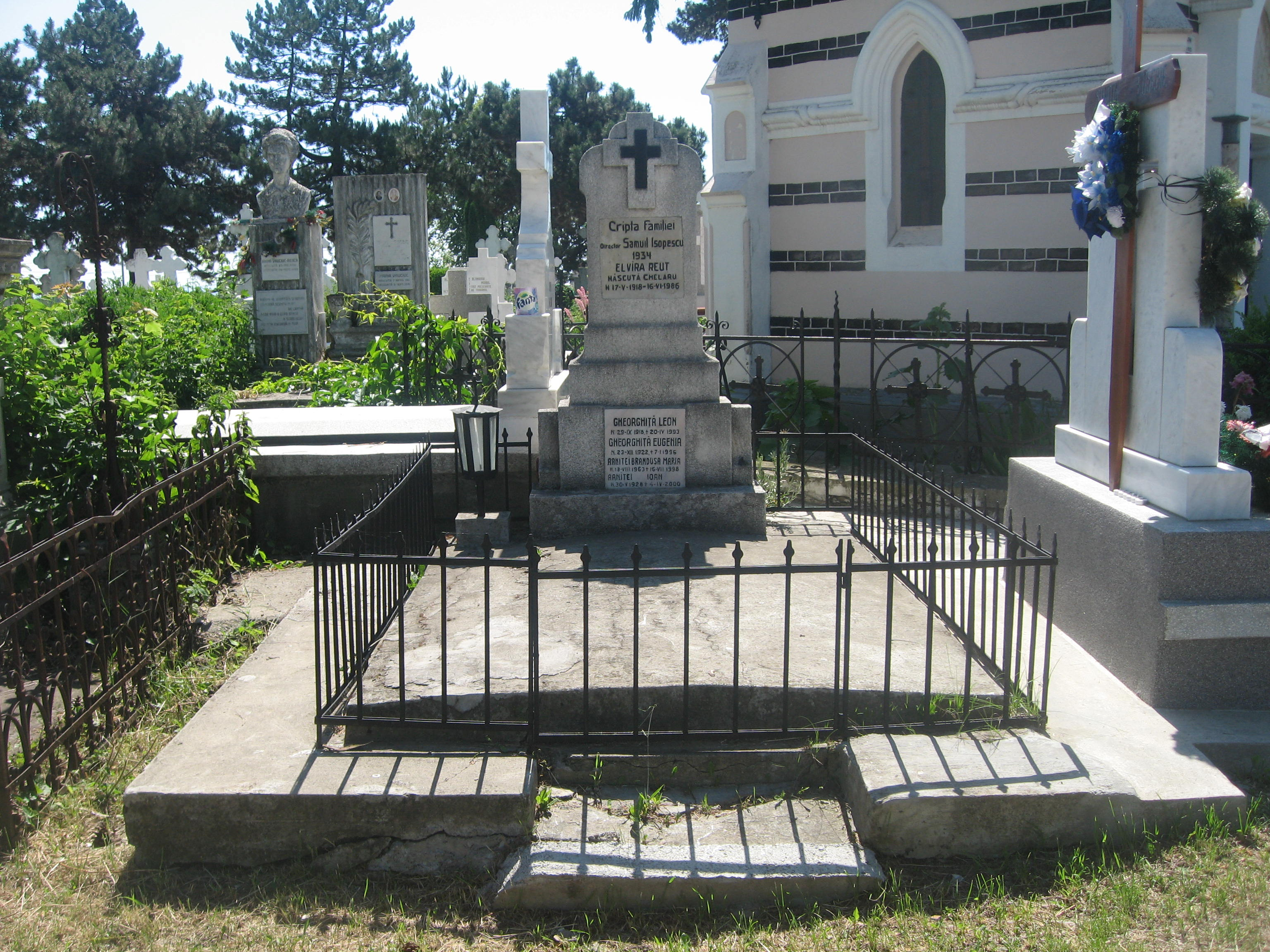
Mormântul profesorului Samuil Isopescu
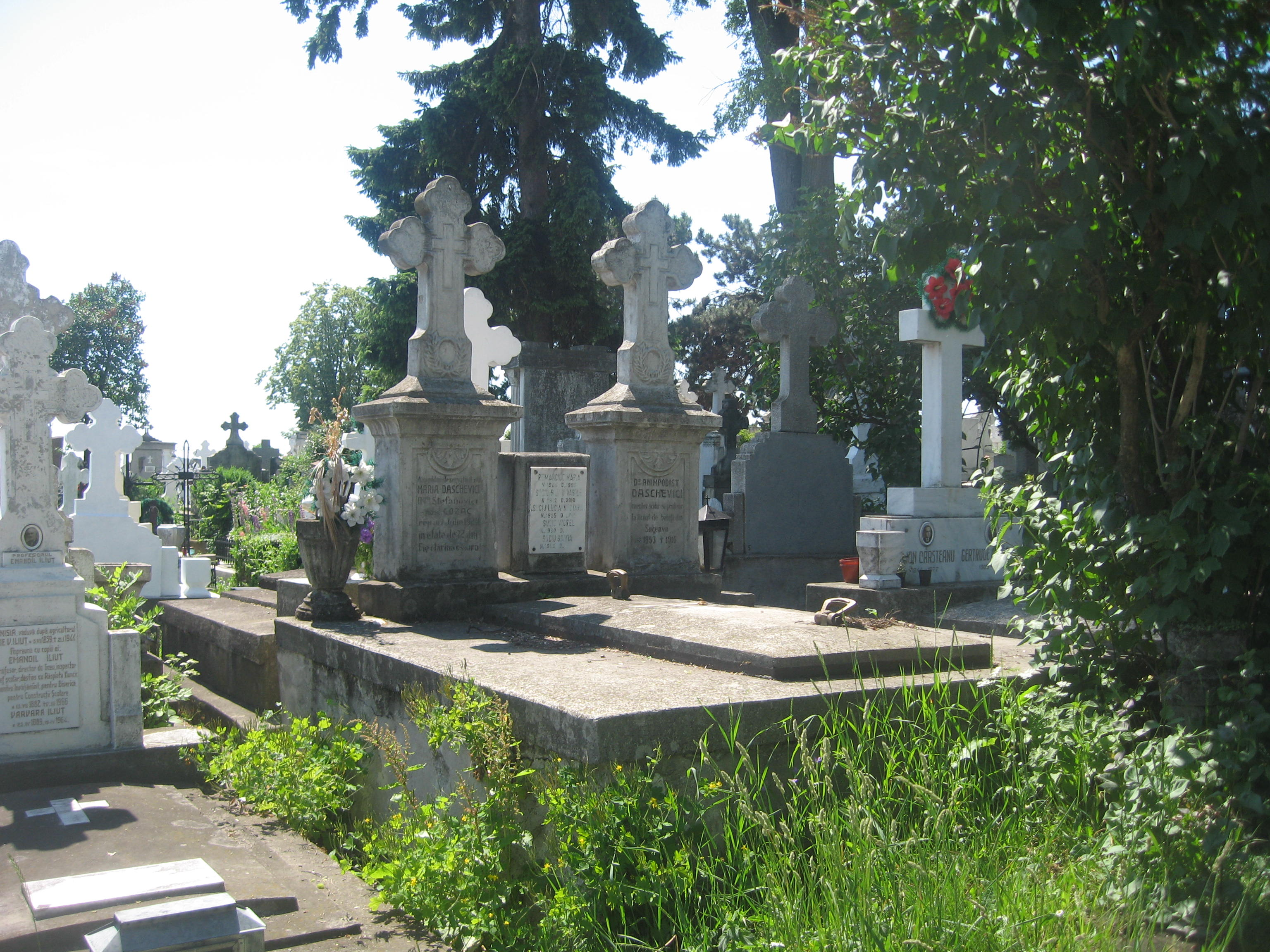
Mormântul profesorului Animpodist Dașchevici
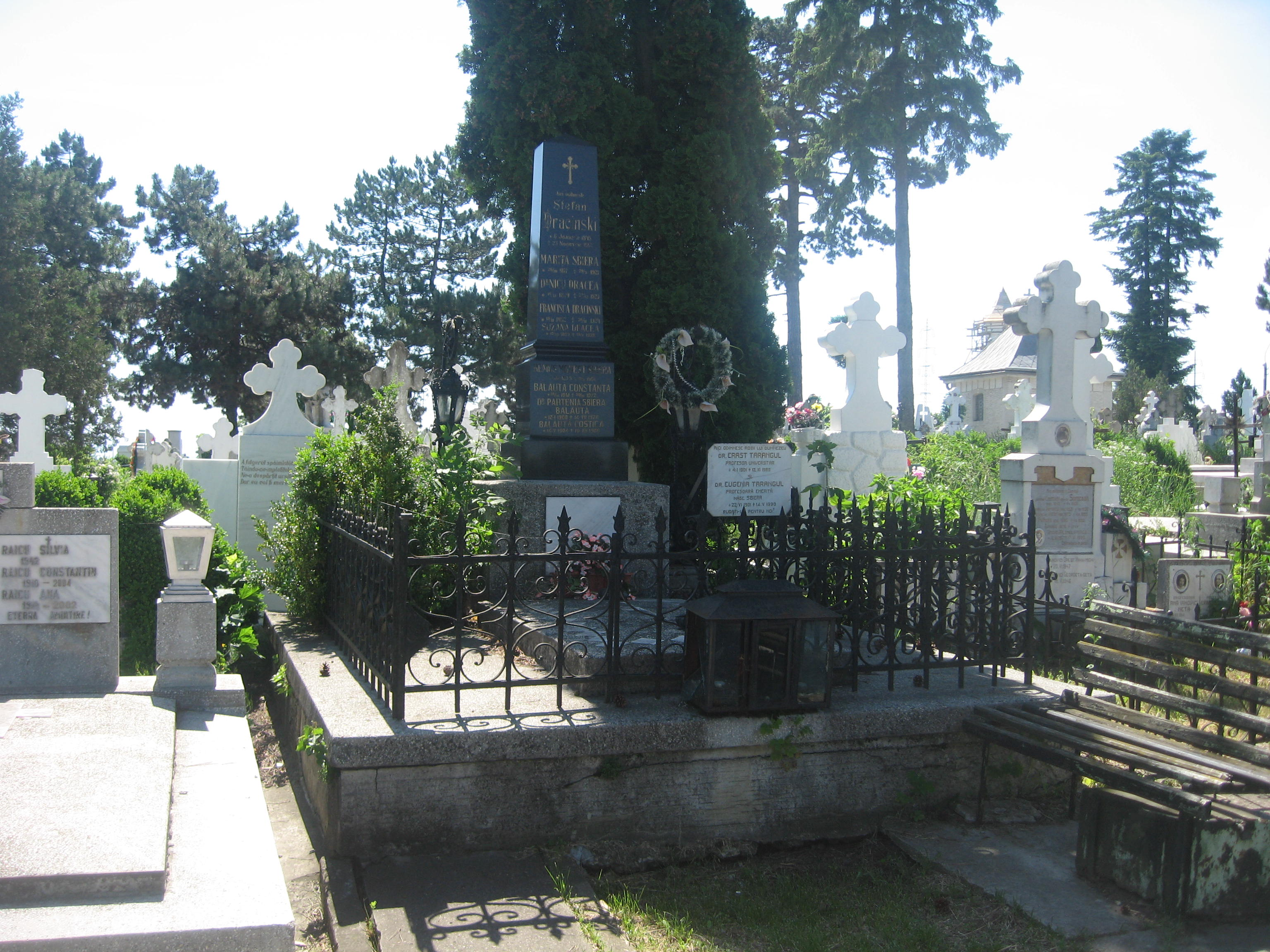
Mormântul profesorului Ștefan Dracinski
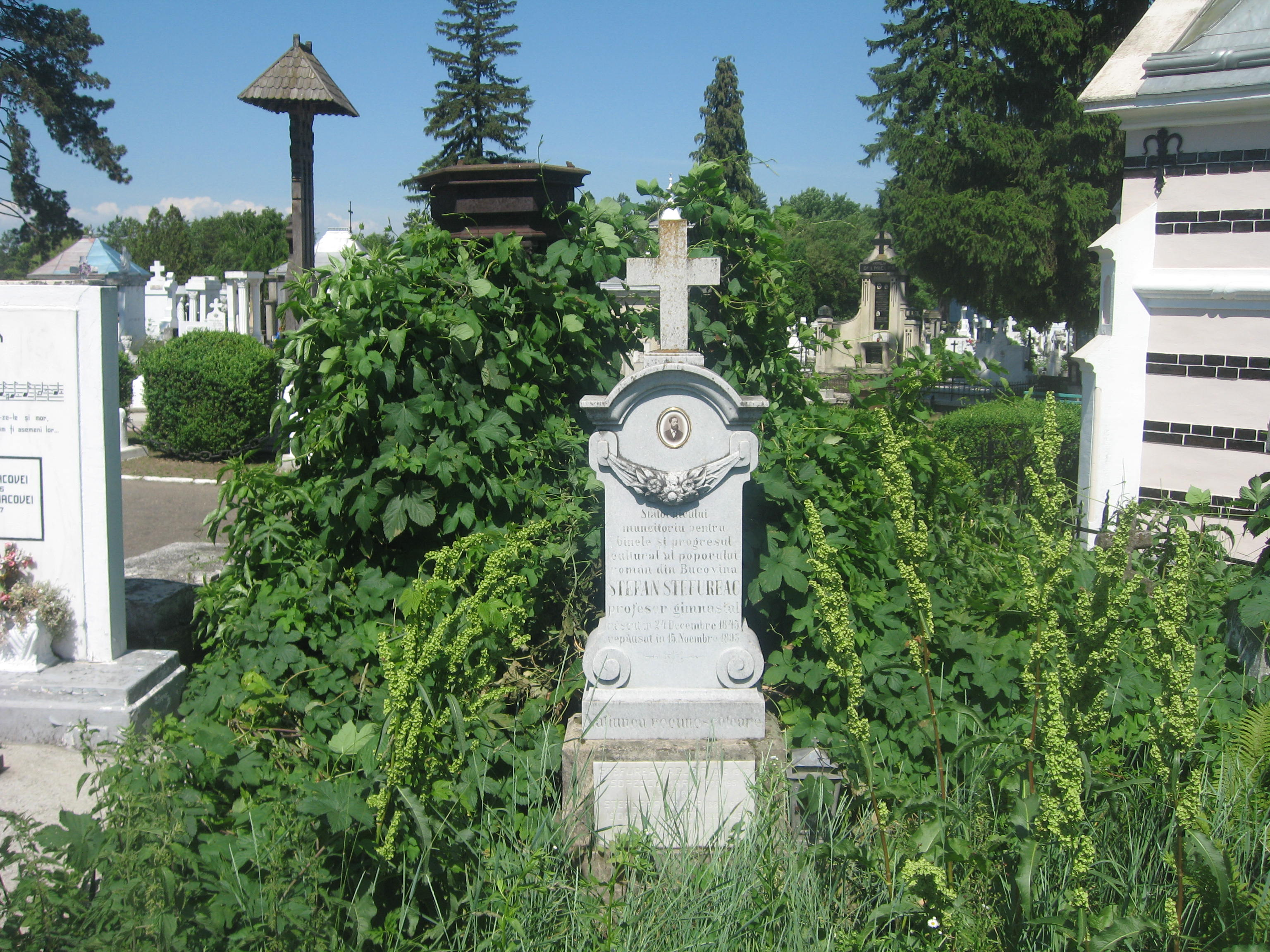
Mormântul profesorului Ștefan Ștefureac
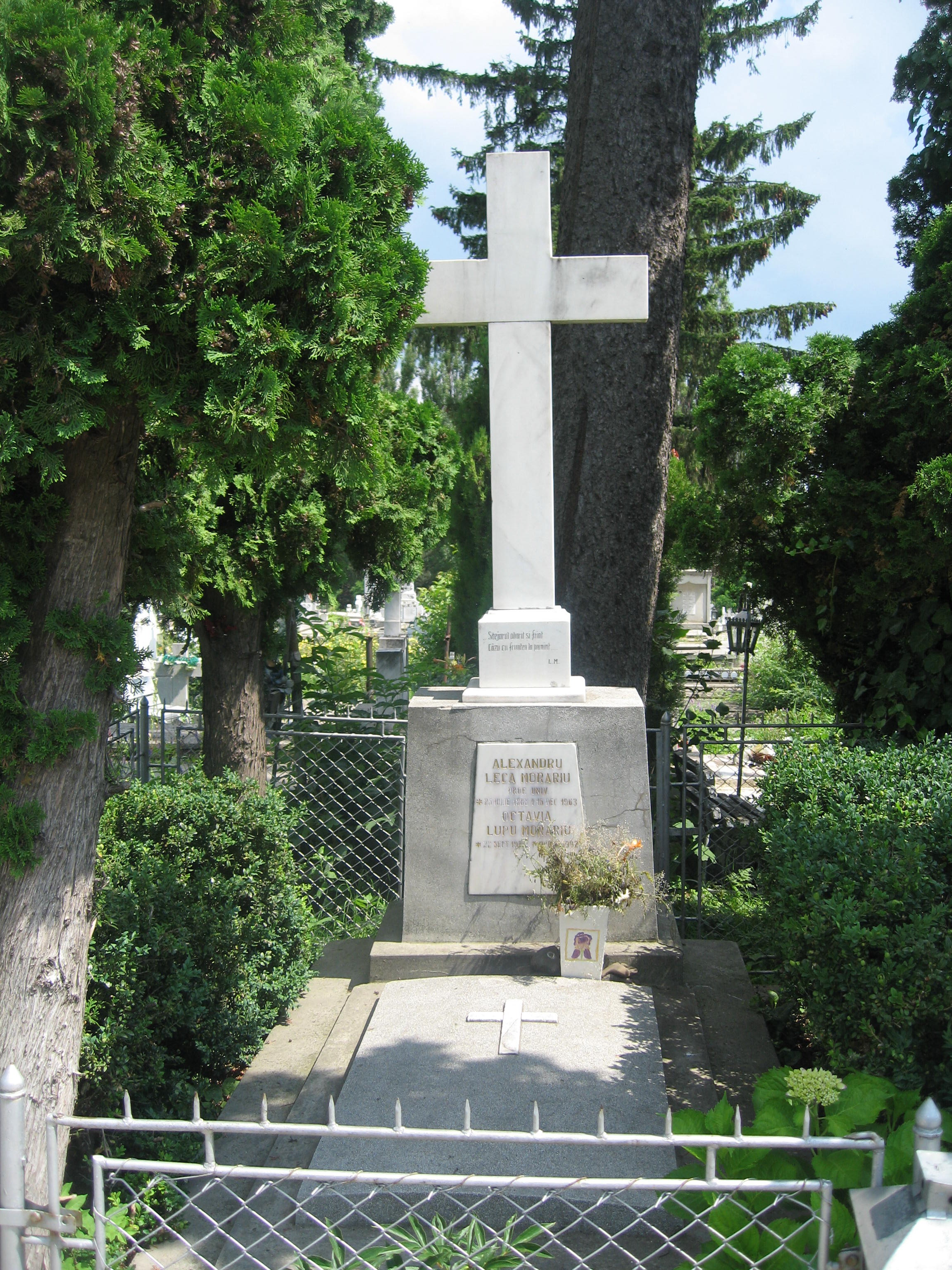
Mormântul profesorului Alexandru Leca Morariu
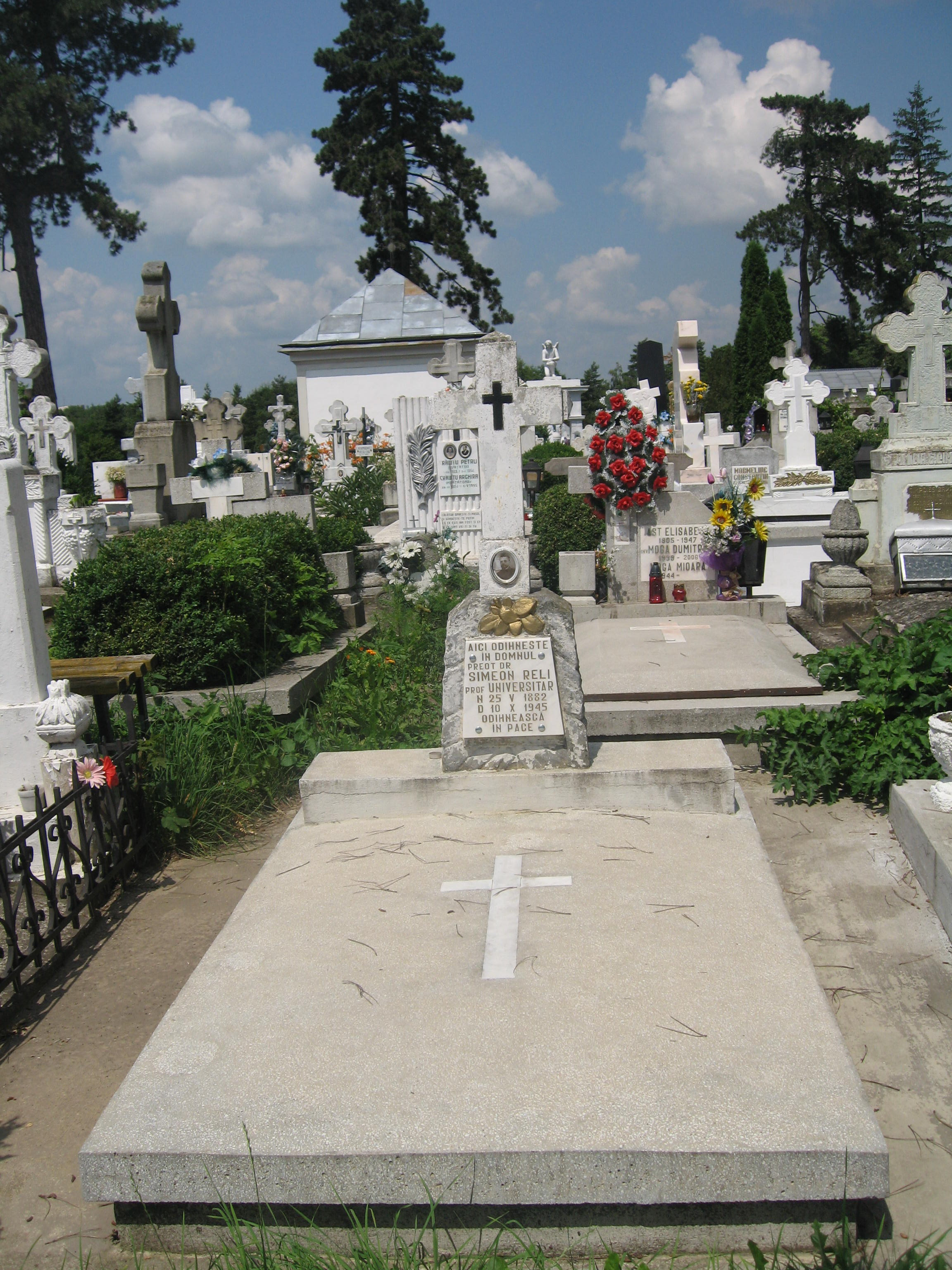
Mormântul profesorului Simeon Reli
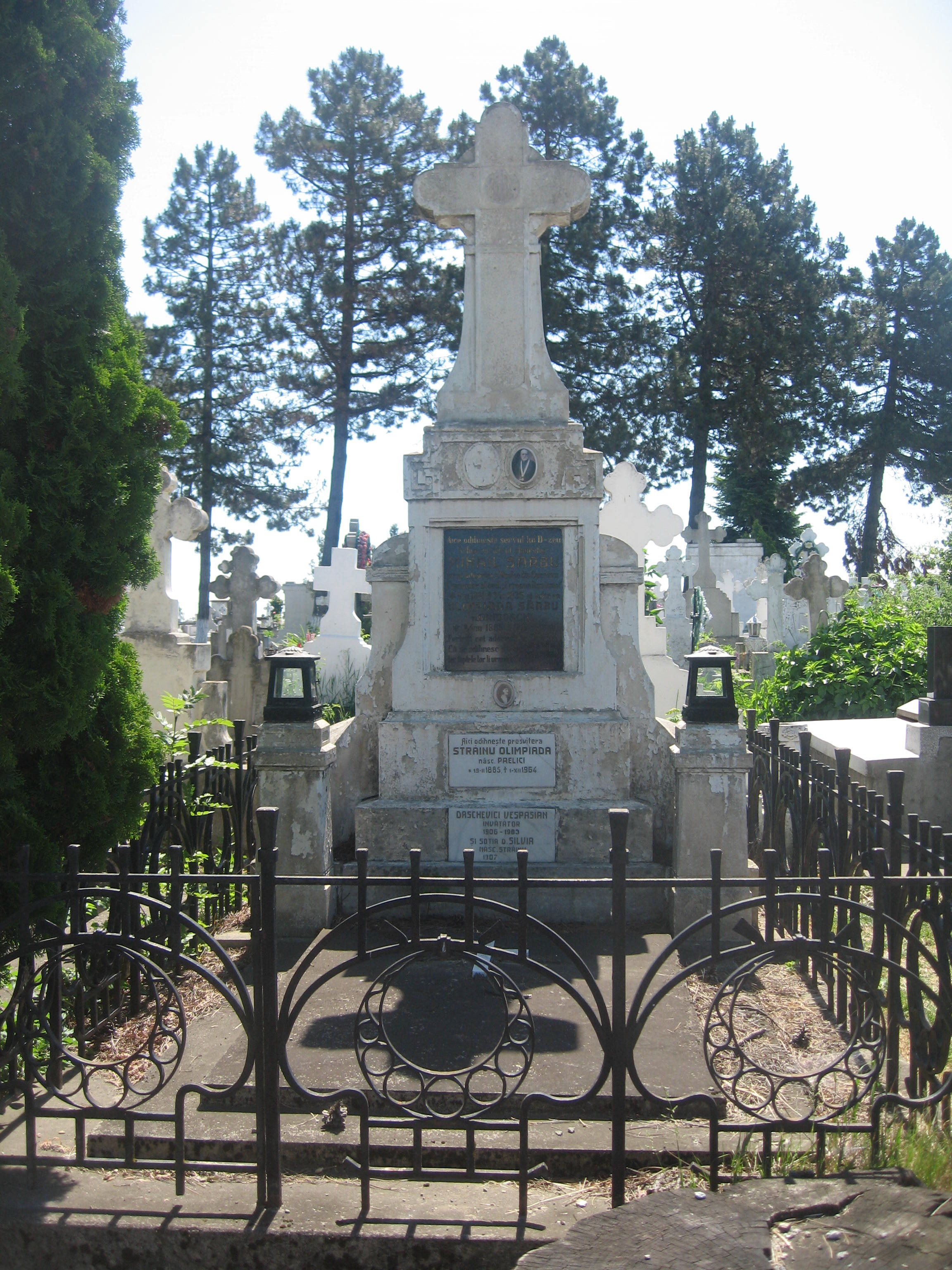
Mormântul preotului Mihail Sârbu
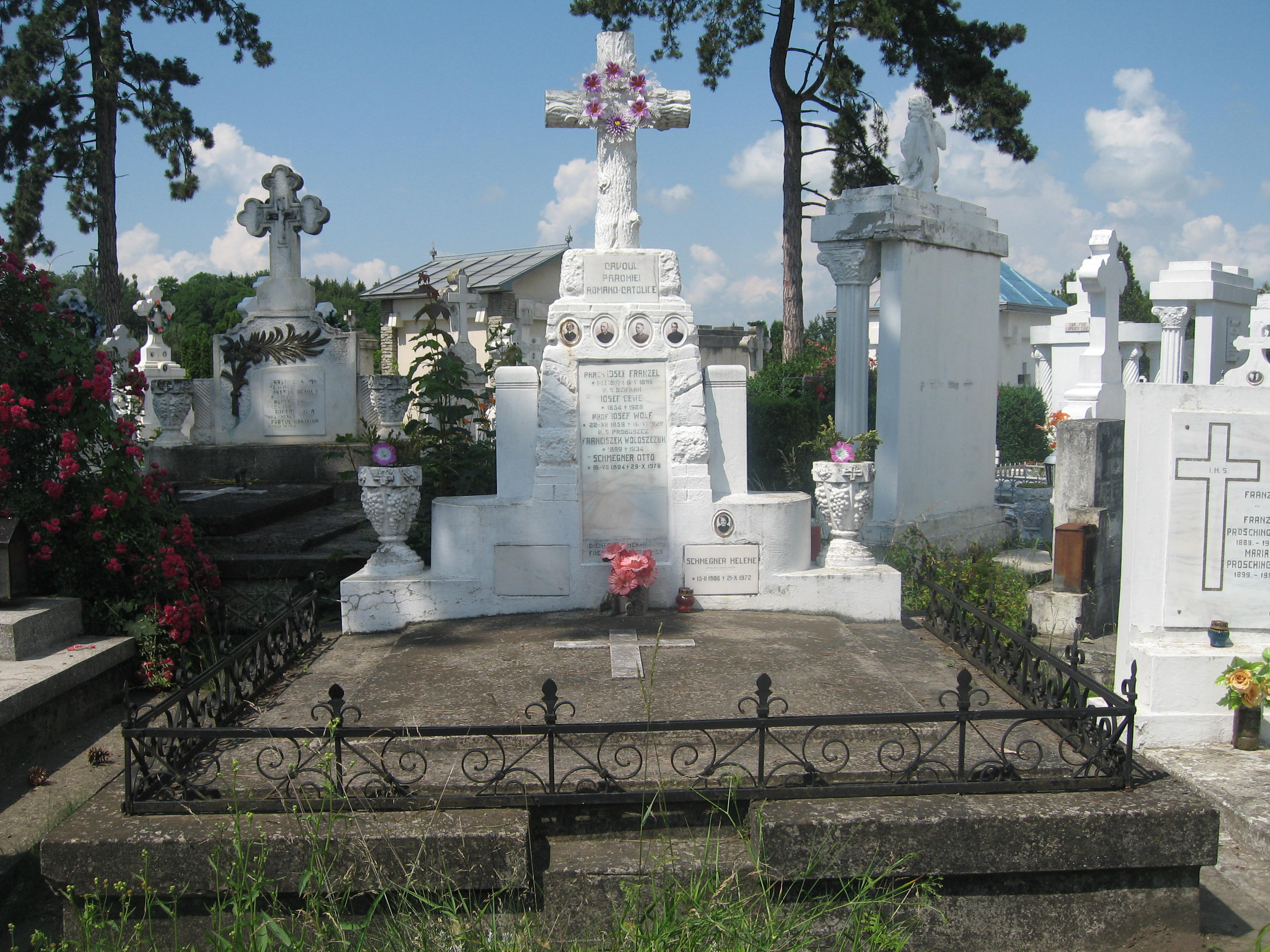
Cavoul Parohiei romano-catolice din Suceava
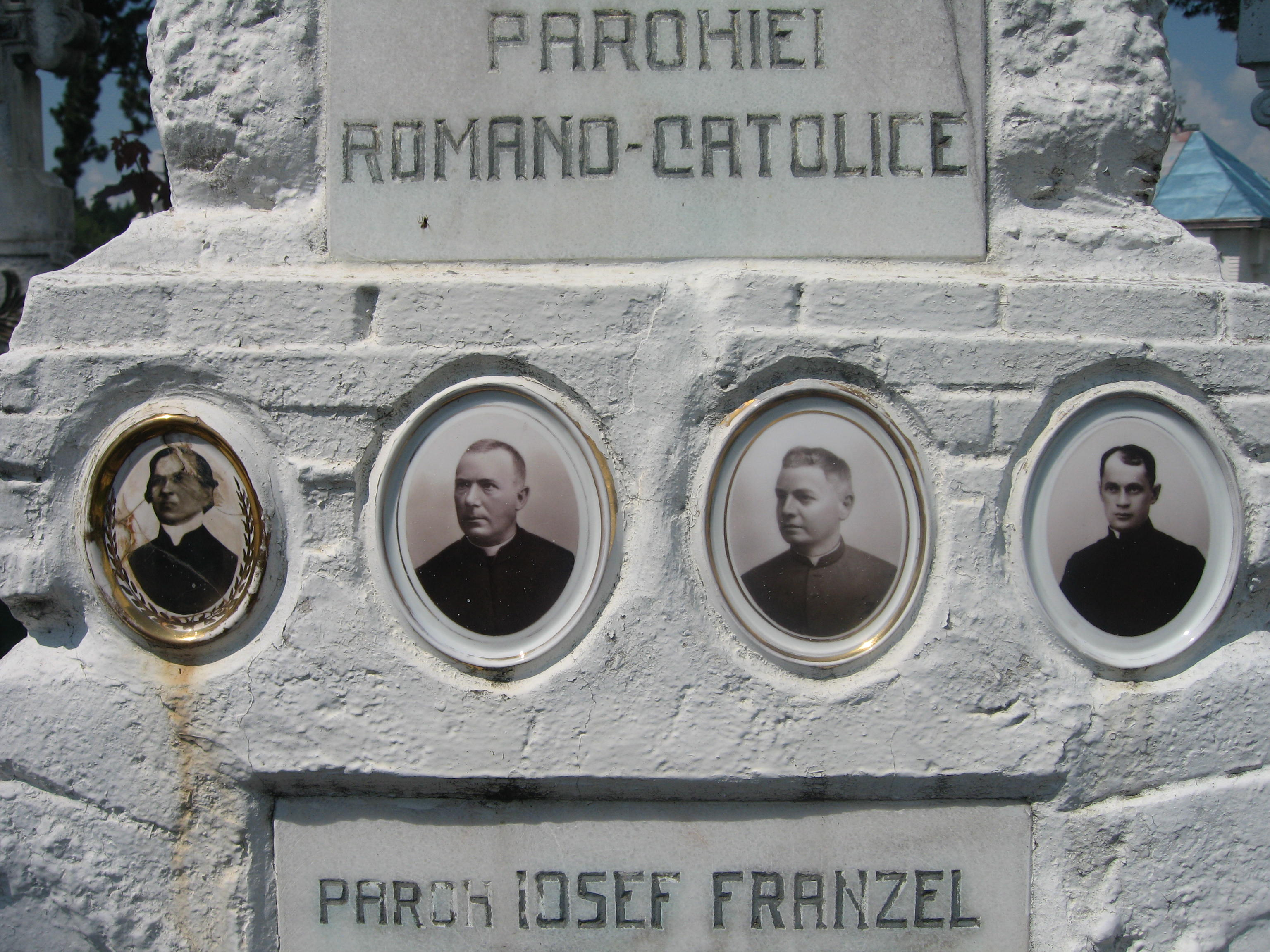
Cavoul Parohiei romano-catolice din Suceava